# WPCI

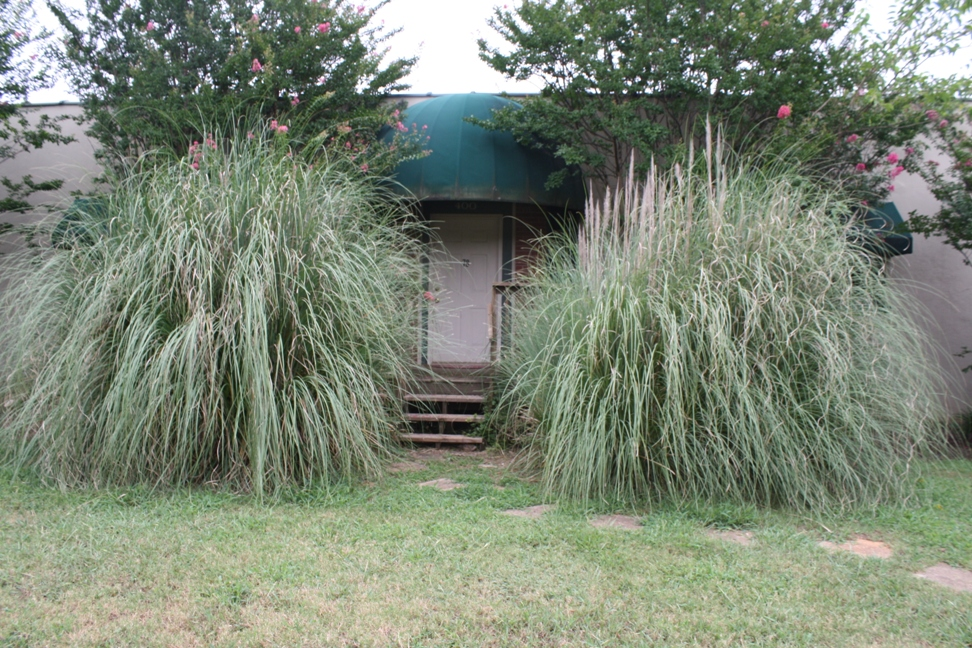
WPCI Studio in Greenville, 2010

WPCI ist eine US-amerikanische Blues-Station aus Greenville, South Carolina. Unter dem Slogan Definitive Rhythm & Blues strahlt WPCI auf Mittelwelle 1490 kHz mit 1 kW ein Nonstop-Musikprogramm aus.
WPCI gehört Randy Mathena (Paper Cutters, Inc.).

## Geschichte
1940 startete der Royal Crown Cola Getränkehändler James E. Jolly den Sender WMRC auf Mittelwelle 1490 kHz. WMRC bedeutete „We Make Royal Crown“. Die Station sendete Southern Gospel, World Transcription Library Programme und Country des Mutual Broadcasting System und NBC’s Blue network für die Textilarbeiter in der Region. 1954 wurde das Rufzeichen WPCI lizenziert. Seit November 2005 sendet WPCI auch im HD-Radio auf Mittelwelle.

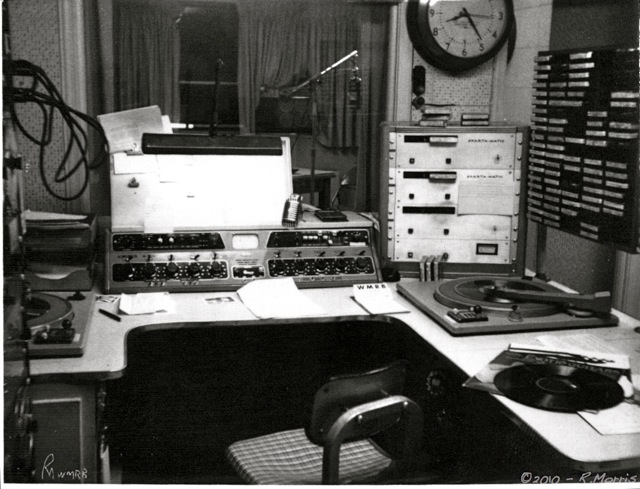
Studio der Station 1969 noch als WMRB